# Mônica no Castelo do Dragão
Mônica no Castelo do Dragão é um jogo eletrônico de plataforma publicado pela Tectoy no Brasil em 1991 para o Master System. É uma reprogramação gráfica e textual autorizada de Wonder Boy in Monster Land, desenvolvido pela Westone e pela Sega, que apresenta Mônica, das histórias em quadrinhos de Turma da Mônica, como personagem principal. O objetivo do jogo é impedir Capitão Feio de dominar o mundo com sujeira e poluição, derrotando monstros ao longo de doze fases.
O jogo foi feito em parceria com a Mauricio de Sousa Produções, a dona de Turma da Mônica, e a Tectoy utilizou engenharia reversa em seu software para reprogramar Wonder Boy. Lançado no Natal de 1991, Mônica no Castelo do Dragão foi bem recebido por revistas brasileiras de jogos eletrônicos e marcou o início de uma série de parcerias entre a Tectoy e a Sega. O jogo obteve duas sequências: Turma da Mônica em: O Resgate e Turma da Mônica na Terra dos Monstros, este último para o Mega Drive. Em 1992, foi livremente adaptado em uma história de Turma da Mônica.

## Enredo e jogabilidade

Comparação entre Mônica no Castelo do Dragão (acima) e Wonder Boy in Monster Land (abaixo)

Em Mônica no Castelo do Dragão, Capitão Feio, o "Mestre dos Bueiros", tem o sonho de conquistar o mundo para deixá-lo sujo e poluído. Para ajudá-lo, ele reuniu um exército de monstros, que atacaram e dominaram o mundo. A Mônica, com seu coelho de pelúcia, Sansão, é a única que pode impedi-lo, derrotando os monstros que encontra pelo caminho. Mônica no Castelo do Dragão é um jogo de plataforma em 2D com elementos de RPG, que é uma reprogramação gráfica e textual do jogo da Sega Wonder Boy in Monster Land. O jogador controla Mônica ao longo de doze fases, cada uma com monstros, itens e cenários próprios. Cada cidade tem uma loja para comprar itens, através de ouro, que incluem escudo, armaduras, botas e magia. Quando Mônica derrota monstros, ela recebe ouro ou tesouros que valem pontos.
O jogador tem inicialmente cinco pontos de vida representados por corações, que vão se desgastando quando Mônica é atacada por inimigos. Quando todos os pontos de vida são perdidos, ela se transforma em um monstro de sujeira. Uma ampulheta representando o tempo para concluir a fase aparece no alto da tela, e quando é esgotada, Mônica começa a perder vida. Coletar pequenas ampulhetas ou visitar hotéis e hospitais restaura o tempo. Dentro do jogo, Capitão Feio é mencionado apenas em texto; o último chefe é o dragão mencionado no título.

## Antecedentes e lançamento

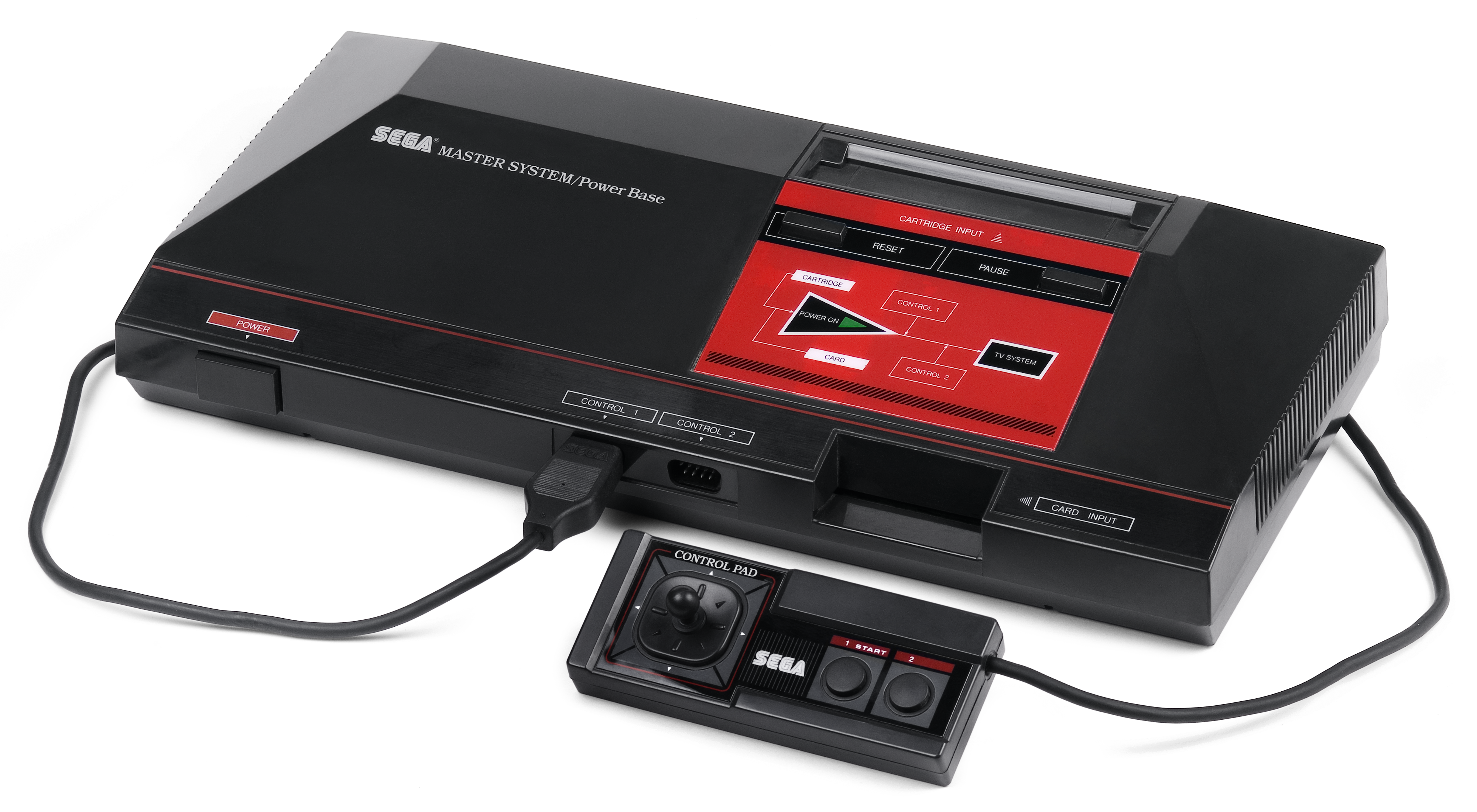
A Tectoy lançou o Master System no Brasil em 1989

A Tectoy foi fundada no Brasil em 1987 como uma empresa de brinquedos de tecnologia. A parceria entre a empresa e a Sega se iniciou em 1988, quando ela licenciou a Tectoy para lançar sua arma laser-tag Zillion, baseada no anime de mesmo nome. Com o sucesso do produto, a Sega percebeu que a Tectoy poderia ser a parceira ideal para distribuir seus produtos no Brasil e, assim, o Master System foi lançado no país, em 1989. A parceria entre a Tectoy e a Mauricio de Sousa Produções — responsável pela Turma da Mônica — se iniciou no mesmo ano, quando foi lançado um produto baseado no filme Turma da Mônica e a Estrelinha Mágica (1988).
Com o sucesso do Master System e outros produtos, a Tectoy mudou de seu antigo escritório para outro que ficava em frente ao escritório da Mauricio de Sousa Produções na época, o que estreitou ainda mais o laço entre as duas empresas. A Tectoy sugeriu a ideia de um jogo eletrônico estrelando a Mônica para o cartunista Mauricio de Sousa, sendo este uma reprogramação gráfica e textual, autorizada pela Sega, de Wonder Boy in Monster Land. Mauricio aprovou a ideia, mas pediu para que a espada — utilizada pelo personagem principal em Wonder Boy — fosse substituída pelo coelho de pelúcia de Mônica, o Sansão, já que, segundo Mauricio, ela não era uma personagem violenta.
A Sega não enviava kits de desenvolvimento de software (SDKs) ou outras ferramentas para a Tectoy, obrigando-a a fazer engenharia reversa em Wonder Boy. A Tectoy utilizava um editor visual criado por um de seus engenheiros, intitulado "EdMega", um software de MS-DOS. Mônica no Castelo do Dragão foi lançado em dezembro de 1991, próximo ao Natal. Simultaneamente, a Tectoy começou a oferecer uma linha telefônica oferecendo dicas e truques para os jogadores, bem como suporte para consoles e jogos. Mais tarde, o jogo passou a ser incluído em uma versão rosa do Master System, voltada para o público feminino.

## Recepção e legado
Em geral, Mônica no Castelo do Dragão obteve recepção positiva em revistas brasileiras de jogos eletrônicos. A revista VideoGame avaliou a dificuldade em 7/10, gráficos em 8/10 e música/som em 7/10, dando uma avaliação final de 8/10. Já a revista Ação Games avaliou os gráficos como "ótimos" e os sons e o desafio como "bons".
Mônica no Castelo do Dragão foi o primeiro jogo adaptado pela Tectoy. Embora o jogo não tenha sido um dos mais vendidos para o console no Brasil, ele marcou o início de uma série de parcerias entre a Tectoy e a Sega; a Tectoy lançou diversos outros jogos que eram baseados em jogos originalmente da Sega, como Chapolim x Drácula: Um Duelo Assustador. Em 1993, foi lançada uma sequência de Mônica no Castelo do Dragão, Turma da Mônica em: O Resgate, baseada em Wonder Boy III: The Dragon's Trap. Um terceiro jogo, Turma da Mônica na Terra dos Monstros, baseado em Monster World IV, foi lançado no ano seguinte para o Mega Drive. Em 1992, o jogo foi livremente adaptado na história "Mônica contra o terrível exército do Capitão Feio". Neste quadrinho, Mônica é convocada por Jack Jacaré para ir até seu reino, localizado dentro de um cartucho de jogo eletrônico, para derrotar os monstros invasores liderados por Capitão Feio.